# Batalhão da Guarda Presidencial
O Batalhão da Guarda Presidencial (BGP), também conhecido como Batalhão Duque de Caxias, é uma unidade do Exército Brasileiro sediada em Brasília e subordinada ao Comando Militar do Planalto. É responsável pela segurança das sedes do Poder Executivo federal e outras áreas públicas, alternando com o  1.º Regimento de Cavalaria de Guardas a guarda do Palácio do Planalto, local de trabalho do Presidente da República. O batalhão tem tropas de choque e outros componentes, com uniformes históricos, que participam constantemente do cerimonial de Estado na capital federal. A unidade pode também servir como infantaria convencional e já participou de combate real na cidade em 1963, quando derrotou a Revolta dos sargentos.

## Funções

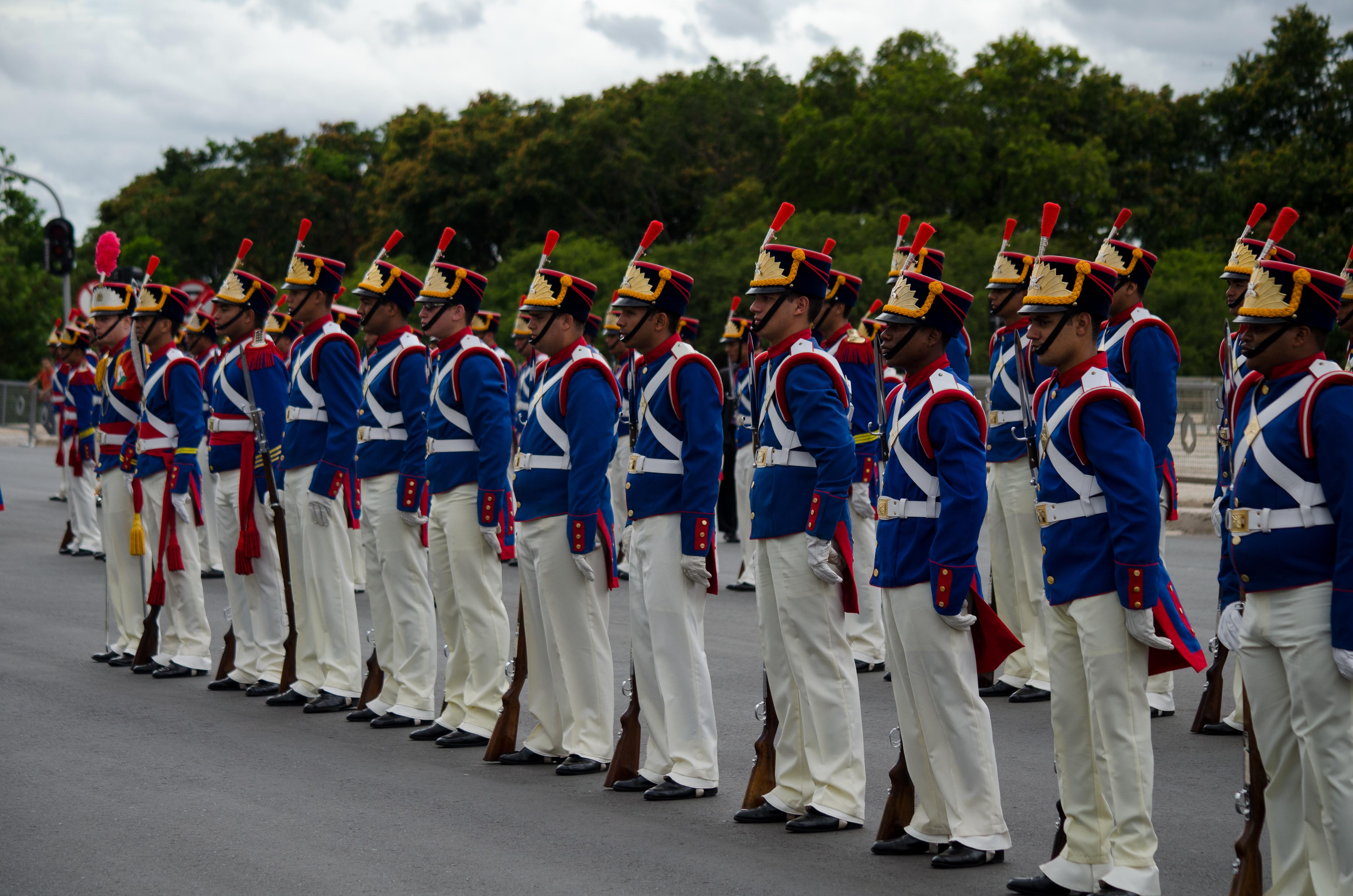
Soldados do BGP em uniforme cerimonial durante recepção a chefe de Estado

O BGP é subordinado ao Comando Militar do Planalto, e assim, ao Exército e ao Ministério da Defesa, mas na prática tem um duplo comando, pois é acionado pelo Gabinete de Segurança Institucional (GSI). Ele é uma das unidades de “infantaria de guarda”, categoria com semelhanças à Polícia do Exército. É composto por cinco companhias de Infantaria de Guardas, dentre as quais a 4ª e 5ª são tropa de choque especializada na garantia da lei e da ordem, uma Companhia do Cerimonial, uma Companhia de Comando e Serviço, uma banda de música e um Núcleo de Preparação de Oficiais da Reserva.
Responsável pela segurança das sedes da Presidência, a unidade é estratégica. A guarda e o cerimonial do presidente, chefes de Estado e corpo diplomático estão a cargo do BGP. Suas sentinelas com uniformes históricos, remontando à época do Imperador Dom Pedro I, são presença marcante na Praça dos Três Poderes, onde alternam a cada seis meses a guarda do Palácio do Planalto com o 1º Regimento de Cavalaria de Guarda, os Dragões da Independência. A banda de música também participa de solenidades, como a abertura dos trabalhos do Congresso Nacional.
A segurança do Executivo não é apenas cerimonial, pois o batalhão também tem tropa de choque, com a qual pode isolar o Palácio do Planalto durante manifestações. O parlatório e a rampa do Planalto são especialmente importantes para o batalhão. O protocolo de segurança inclui uma linha de agentes de terno e outra de choque ao redor do prédio, armados com escudos, capacetes e cassetetes. Tentativas de ultrapassar as grades e furar os bloqueios podem ser recebidas com spray de pimenta ou mesmo balas de borracha, conforme o grau de agressão. O “Plano Escudo” permite a atuação do Exército nos palácios do Planalto, da Alvorada e do Jaburu e da Granja do Torto sem uma operação formal de Garantia da Lei e da Ordem. O batalhão também isola outros prédios federais na capital, como a sede do Ministério da Educação e do Desporto, ocupada em 1997 ante a previsão de tumultos. A unidade pode também servir de infantaria convencional.

## História

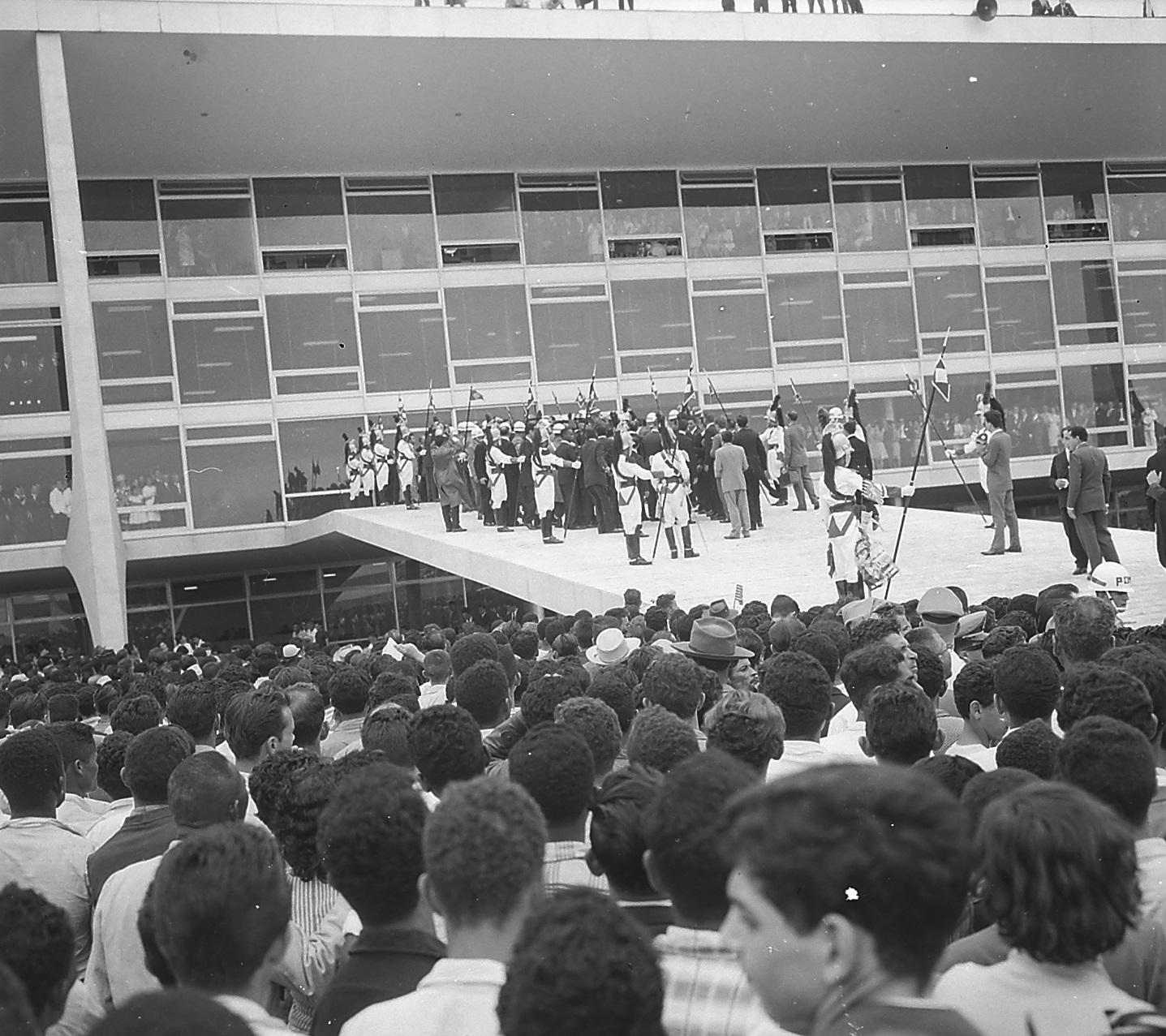
O BGP e os Dragões da Independência alternam a guarda dos Palácios do Alvorada e do Planalto

O ancestral da atual formação é o “Batalhão do Imperador” formado por D. Pedro I em 1823 para combater na Guerra de Independência do Brasil na Bahia. Tinha estado-maior e seis companhias, numerando 735 homens, tendo o coronel José Joaquim de Lima e Silva por comandante. O batalhão fez sua entrada triunfal em Salvador depois de expulsar as tropas portuguesas de Madeira de Melo. Em 1825 ele participou também da Guerra da Cisplatina. Luís Alves de Lima e Silva, o futuro Duque de Caxias, chegou a ser o subcomandante da unidade. Após a abdicação do Imperador em 1831, esse batalhão foi abolido.
Sua segunda iteração foi o Batalhão de Guardas, criado em 1933 no Rio de Janeiro, então capital federal. Ele já usava seus uniformes solenes nessa época, e combateu a Intentona Comunista de 1935 e o Levante Integralista de 1938.  Após a transferência da capital para Brasília em 1960, foi, conforme sua história oficial, também transferido e adotou a denominação atual. Enquanto isso, um decreto criou o 1.º Batalhão de Guardas no Rio de Janeiro. Existente até hoje, ele reivindica a mesma genealogia ao Batalhão do Imperador e Batalhão de Guardas, ressaltando que um núcleo foi enviado a Brasília para constituir o BGP.
Na Revolta dos Sargentos de 1963, praças da Marinha e Força Aérea Brasileira tentaram tomar o controle de Brasília. Os revoltosos buscaram a adesão dos sargentos do BGP, mas eles permaneceram leais a seus oficiais, selando o destino da revolta. Sob o coronel Raimundo Côrrea Neto, o batalhão foi a principal força legalista na cidade e conseguiu sufocar a rebelião.

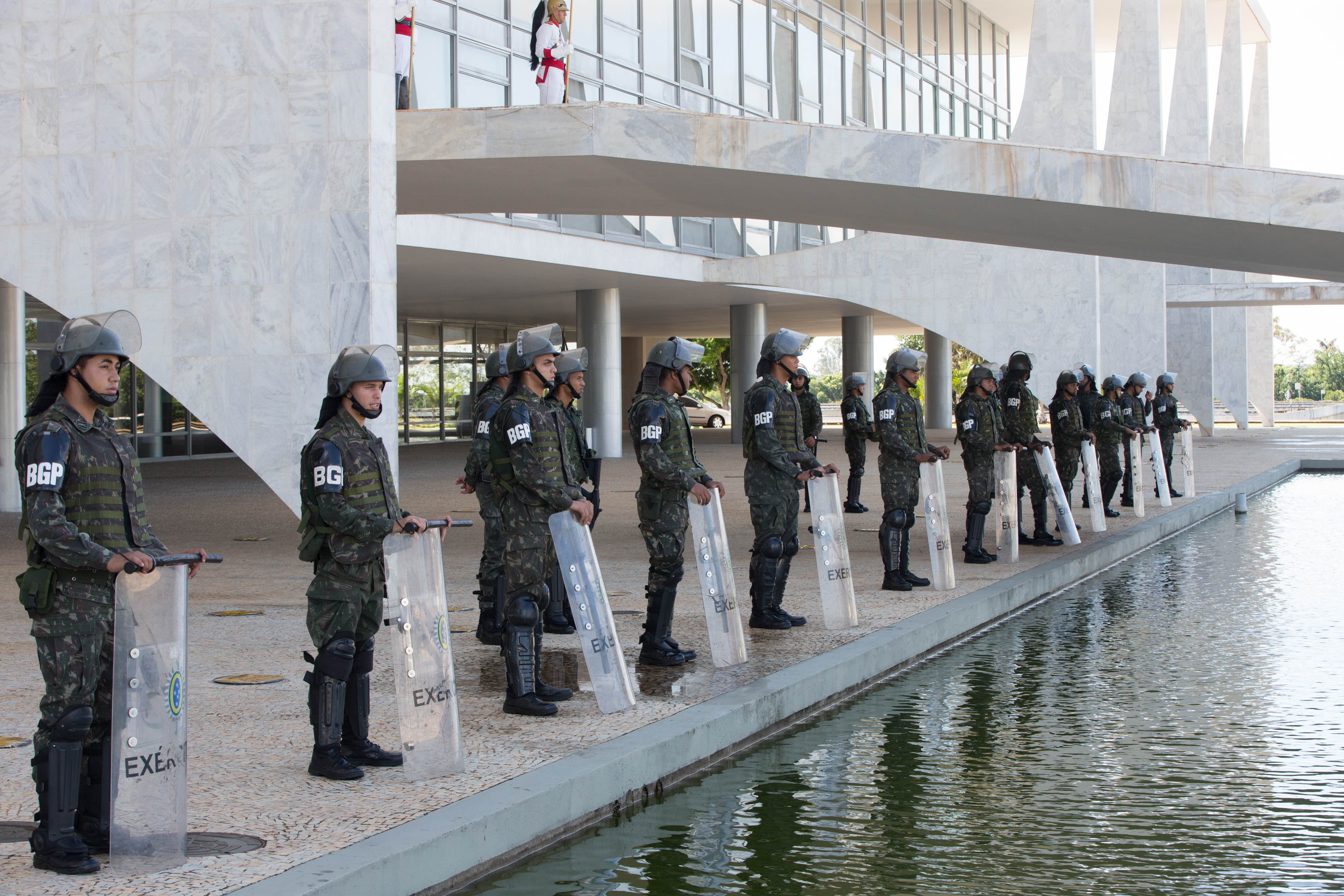
No Planalto com equipamento de controle de motim

No golpe de Estado de 1964 estava sob o mesmo comandante, que permaneceu leal ao Governo João Goulart. Seus subordinados descrevem-no em termos respeitosos em seus depoimentos, mas em grande parte queriam aderir, isolando o comandante. O batalhão enviou a 4ª Companhia ao corte do rio São Marcos, na divisa de Goiás com Minas Gerais, para defender Brasília dos revoltosos. As lideranças em Belo Horizonte temeram uma invasão legalista e reforçaram a divisa. A companhia do BGP acabou recuando devido à adesão ao golpe do I e II Exércitos, no Rio de Janeiro e São Paulo. O batalhão dispersou com tiros ao alto uma manifestação contra o golpe na Avenida W3 Sul. O coronel Carlos de Meira Mattos, desembarcando na cidade com seu 16º Batalhão de Caçadores, de Cuiabá, assumiu o comando do batalhão.
Em 1977, quando o presidente Ernesto Geisel demitiu seu ministro do Exército Sílvio Frota, o BGP estava entre as unidades da capital consideradas leais ao ministro pelo general Hugo de Abreu, chefe da Casa Militar. Ele temia uma reação dessas unidades, o que não chegou a ocorrer.
Nas invasões às sedes dos Três Poderes em 8 de janeiro de 2023, as forças de segurança acionadas foram o BGP, a Força Nacional e a Polícia Militar do Distrito Federal. Entretanto, naquele dia o Palácio do Planalto tinha apenas sua guarda normal, com seis sentinelas e dois guardas. Um pelotão de reforço havia sido mandado embora pelo Gabinete de Segurança Institucional na véspera. O pelotão retornou ao Palácio por volta das 13h00, chamado de volta pelo GSI. Após a primeira invasão ao Palácio, por volta das 15h00, o Comandante Militar do Planalto enviou a primeira de três companhias do Setor Militar Urbano ao Planalto. Numerosos veículos do batalhão foram vistos rumando à Praça dos Três Poderes.
A maioria dos militares na primeira leva, sob as ordens do comandante, o tenente-coronel Paulo Jorge Fernandes da Hora, subiram ao quarto andar. De cima para baixo, esvaziaram o Palácio e detiveram os vândalos. Nesse ponto o comandante foi filmado tentando conter a Polícia Militar; segundo o policial militar que fez o vídeo, o comandante queria livrar os invasores, enquanto militares do Exército afirmam que a polícia estava agredindo detidos. A crise fez o comandante do BGP cair na desconfiança do Executivo. Suspeito pelos aliados do presidente Luiz Inácio Lula da Silva de leniência com a invasão, teve antecipada sua saída do comando para diminuir o atrito entre o Exército e o governo.